# 그와 함께 타이타닉을 보다
《그와 함께 타이타닉을 보다》는 1998년 6월 19일에 MBC에서 방영한 베스트극장이다.

## 줄거리
나레이터 모델을 하는 정희(장진영)는 선을 보기로 한 대머리 노총각 대신 같은 커피숍에 혜진(김정은)과 선을 보기로 되어있던 재혁(최철호)과 선을 본다. 재혁에게 한눈에 반하고, 재혁 역시 정희에게 호감을 갖는다. 정희는 신분을 속이고 만나는 것에 죄책감이 들게된다. 어느날, 재혁 역시 사장의 기사 노릇을 하는 가난한 청년임을 알게되고, 정희도 나레이터 모델을 하는 가난한 집안의 딸임을 알게된다. 서로의 신분을 알게 된 재혁과 정희는 과일장사를 하며 행복한 나날을 보낸다.

## 출연진

### 주요 인물
- 장진영 : 정희 역
- 최철호 : 재혁 역
- 김정은 : 혜정 역
- 고호경

### 그 외 인물
- 서권순
- 정대홍
- 홍충민
- 이정호
- 정기성
- 이재훈
- 권인선
- 김승수
- 김옥주
- 박형선
- 구혜진
- 김세아
- 강성연
- 손소영

### 특별출연
- 김병세

| MBC 베스트극장         | MBC 베스트극장                                     | MBC 베스트극장        |
| 이전 작품              | 작품명                                             | 다음 작품             |
| ---------------------- | -------------------------------------------------- | --------------------- |
| 하마 (1998년 6월 12일) | 그와 함께 타이타닉을 보다 (318회, 1998년 6월 19일) | 약속 (1998년 7월 3일) |